# Antiochos I.

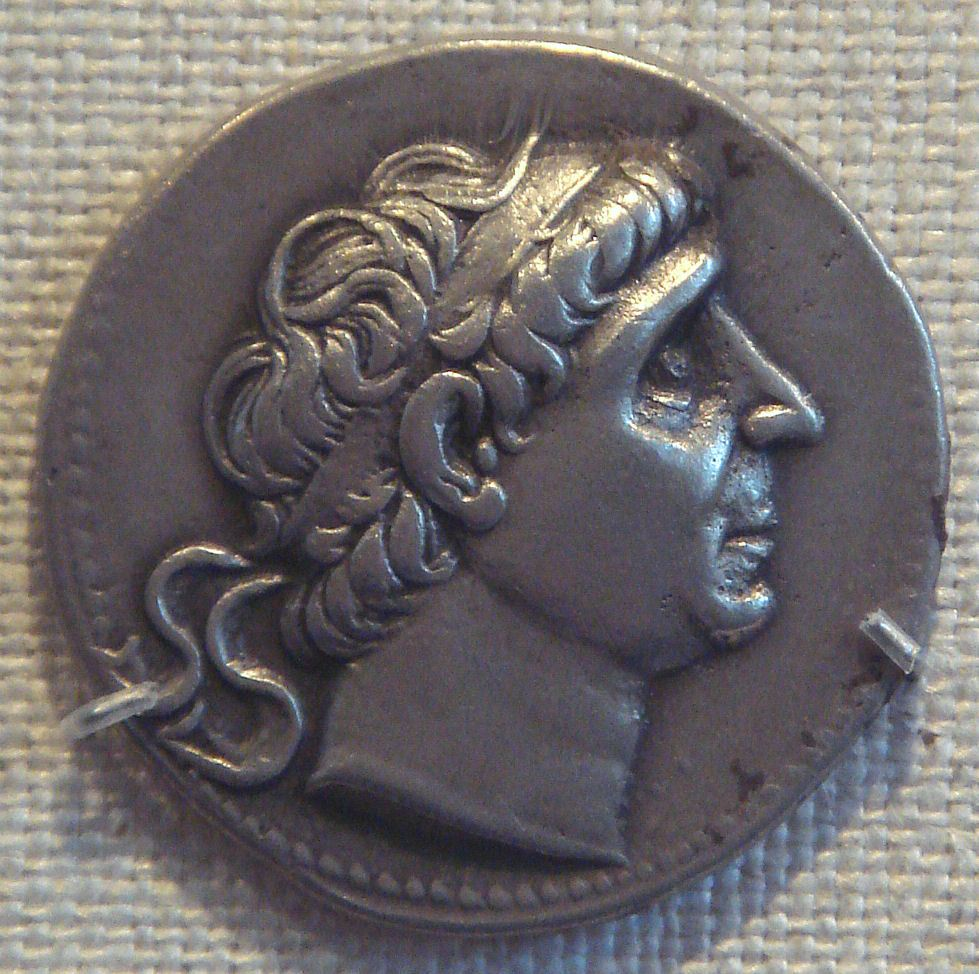
Münzbild Antiochios' I. (New York, Metropolitan Museum of Art)

Antiochos I. Soter (altgriechisch Ἀντίοχος Σωτήρ Antíochos Sōtḗr; * 324 v. Chr.; † 261 v. Chr.) war ab 281 v. Chr. König des Seleukidenreichs. Er war ein Sohn Seleukos’ I., eines Gefährten Alexanders des Großen, und der persischen Prinzessin Apame. Als letzter bekannter Monarch in der Geschichte trug er den alten mesopotamischen Titel König des Universums.
Antiochos war mit seinem Vater in die Kämpfe zwischen den Diadochen, den Nachfolgern Alexanders des Großen, verwickelt. Er kämpfte 301 v. Chr. als Befehlshaber der Reiterei in der siegreichen Schlacht von Ipsos gegen Antigonos Monophthalmos und Demetrios Poliorketes. Seit 294 v. Chr. war er als Mitregent seines Vaters mit der Herrschaft über die Länder jenseits des Euphrat betraut. Angeblich verliebte sich Antiochos in seine Stiefmutter Stratonike I. und verfiel darüber in eine Liebeskrankheit. Aus Mitleid übergab ihm sein Vater die Frau, die er 293 v. Chr. heiratete.
Nach der Ermordung seines Vaters 281 v. Chr. war Antiochos im Besitz des gesamten Seleukidenreichs. Wegen Unruhen in Asien schloss er mit dem Mörder seines Vaters, Ptolemaios Keraunos, Frieden und ließ ihm Makedonien. Eine Unterwerfung des Nikomedes I. von Bithynien misslang, da dieser sich mit Antigonos II. Gonatas verbündete. Antiochos war 278 v. Chr. genötigt auch mit ihm einen Frieden zu schließen, um sich der Bedrohung durch Ptolemaios II. von Ägypten entgegenzustellen. Dies wurde bestärkt durch die Heirat von Phila, der Halbschwester des Antiochos, mit Antigonos. Dieser beanspruchte die Provinz Koilesyrien, marschierte auf die Nachricht vom Tod Seleukos’ in Syrien ein und eroberte 280 v. Chr. Damaskus. Die Herrschaft der Seleukiden über Kleinasien wurde zugleich durch den Ansturm der Kelten gefährdet, die seit 279 v. Chr. über die Donau nach Griechenland und Asien strömten. Antiochos schloss mit Ptolemaios II. Frieden und zog den Kelten entgegen. Durch einen entscheidenden Sieg in der sogenannten Elefantenschlacht über die Kelten (275 oder 268 v. Chr.) konnte deren weiteres Vordringen in Asien aufgehalten und deren Sesshaftigkeit in Galatien (heutiges Anatolien) erreicht werden. Antiochos nahm in Erinnerung an diesen Sieg den Beinamen Soter („Retter“, „Erlöser“) an.
Dagegen musste er im ersten syrischen Krieg (274–271 v. Chr.) gegen Ptolemaios II. Verluste vor allem an der kleinasiatischen, kilikischen und phönikischen Küste hinnehmen. Im Jahr 262/261 v. Chr. verlor er bei Sardes eine entscheidende Schlacht gegen den revoltierenden Eumenes I., wodurch Pergamon und damit das westliche Kleinasien für die Seleukiden verloren ging. Antiochos starb kurz darauf.
Seine Kinder aus der Ehe mit Stratonike waren:
- Seleukos († 267 v. Chr. hingerichtet)
- Antiochos II. († 246 v. Chr.)
- Apame († nach 249/248 v. Chr.), ⚭ König Magas von Kyrene
- Stratonike († um 235 v. Chr. von Seleukos II. ermordet), ⚭ König Demetrios II. von Makedonien